# Arilpa milkappa
Arilpa milkappa är en insektsart som beskrevs av Otte, D. och R.D. Alexander 1983. Arilpa milkappa ingår i släktet Arilpa och familjen syrsor. Inga underarter finns listade i Catalogue of Life.